# Karleby församling
För församlingen i den finländska staden Karleby, se Karleby svenska församling.
Karleby församling var en församling i Skara stift och i Falköpings kommun. Församlingen uppgick 2010 i Slöta-Karleby församling.

## Administrativ historik
Församlingen har medeltida ursprung. 1540 införlivades Lovene församling och omkring 1545 Leaby församling.
Församlingen var till omkring 1430 moderförsamling i pastoratet Karleby, Lovene och Leaby för att därefter till 1998 vara i pastorat med Slöta församling som moderförsamling.  Från 1998 till 2010 var församlingen annexförsamling i pastoratet Falköping, Torbjörntorp, Friggeråker, Slöta, Karleby, Åsle, Mularp, Tiarp, Skörstorp, Yllestad och Marka och till 2006 Luttra Näs församling, Vistorp, Vartofta-Åsaka och Kälvense Församlingen uppgick 2010 i Slöta-Karleby församling. Församlingen uppgick 2010 i Slöta-Karleby församling.

## Organister
| Period    | Namn                  | Levnadstid | Övrigt   |
| --------- | --------------------- | ---------- | -------- |
| 1841–1845 | Gustav Teodor Matsson | 1821–1881  | Organist |
| 1845–1847 | Johan Karlsson        | 1817–      | Organist |
| 1848–1899 | Gustaf Källén         | 1826–1909  | Organist |

## Kyrkor
- Karleby kyrka